# Tenshindon
Il tenshindon (天津丼?) è un piatto tipico della cucina giapponese, è una delle forme più famose di donburi.

## Preparazione
Si prepara della polpa di granchio e la si versa sul riso caldo.

## In Cina
Tale piatto viene cucinato anche in Cina con il nome tenshinhan (天津飯) dalla città Tianjin.

## Galleria d'immagini

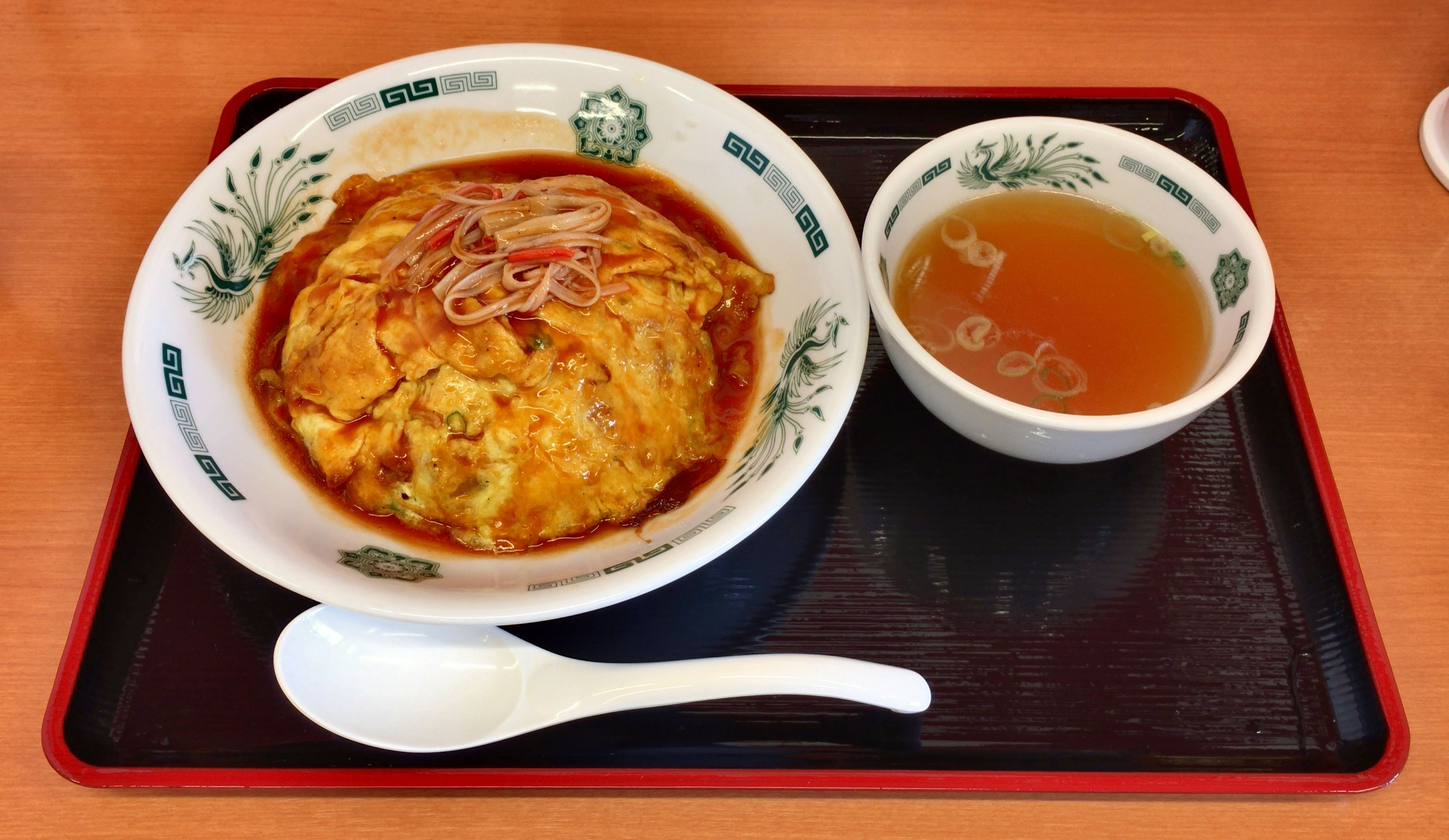
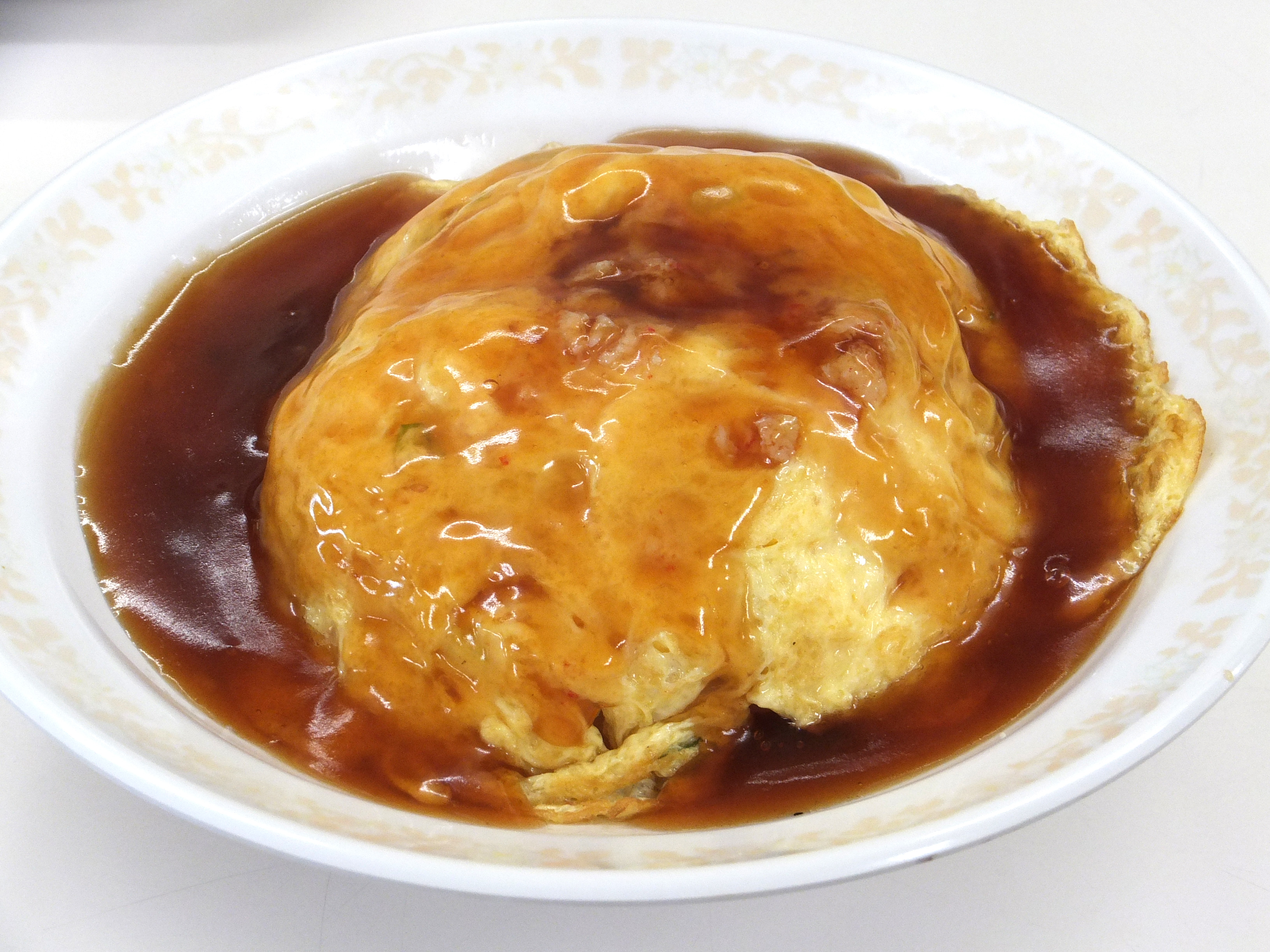
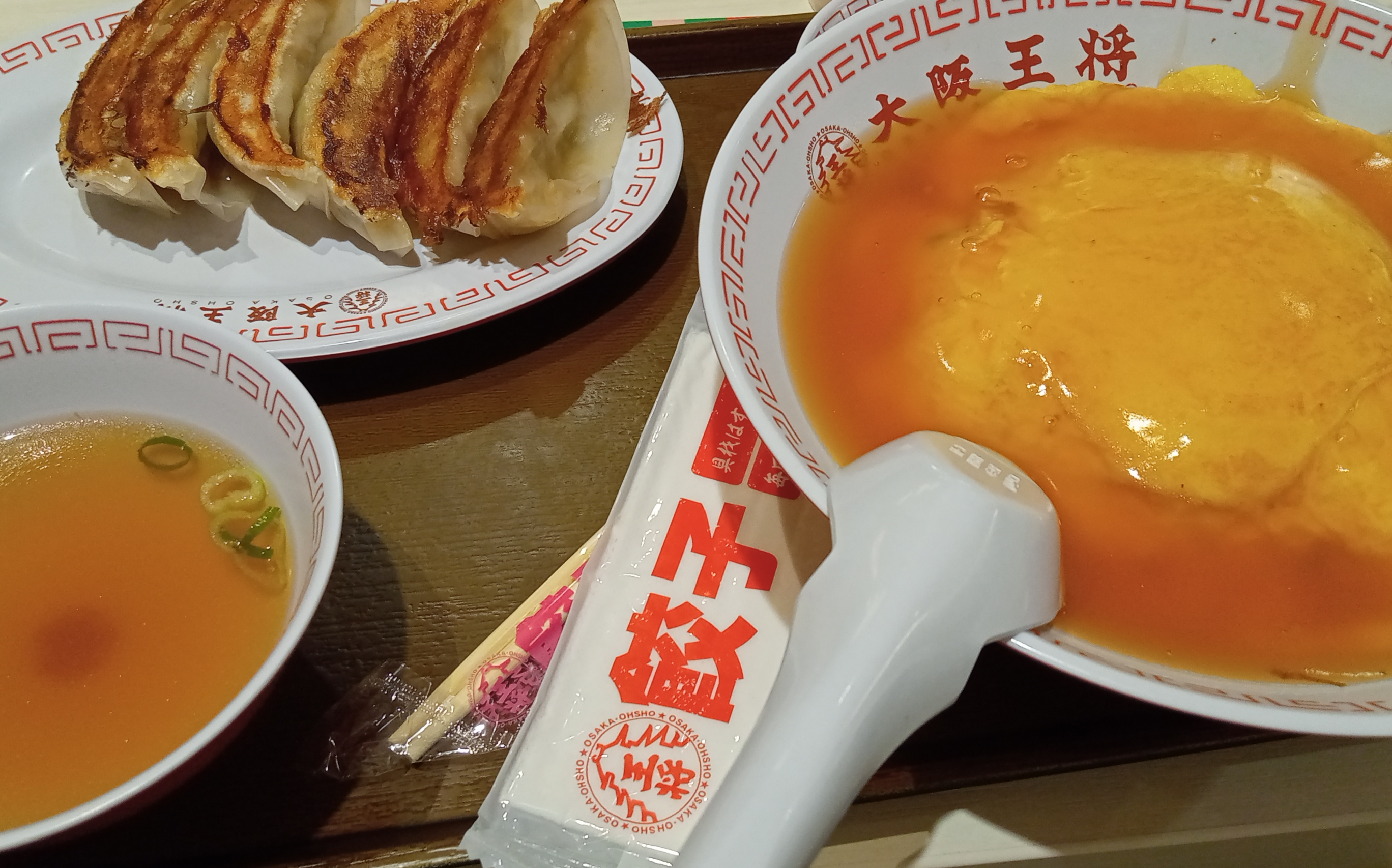
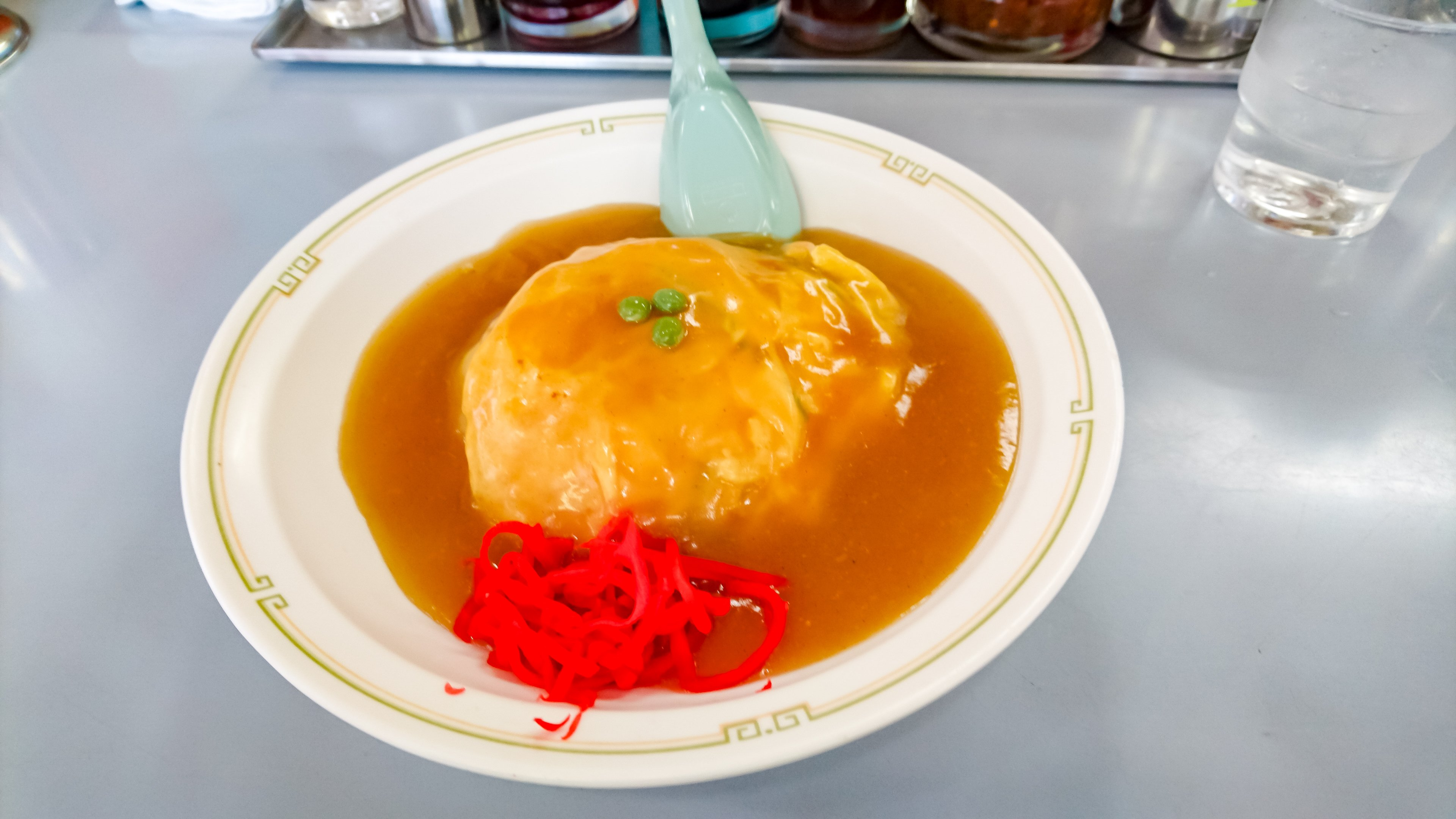
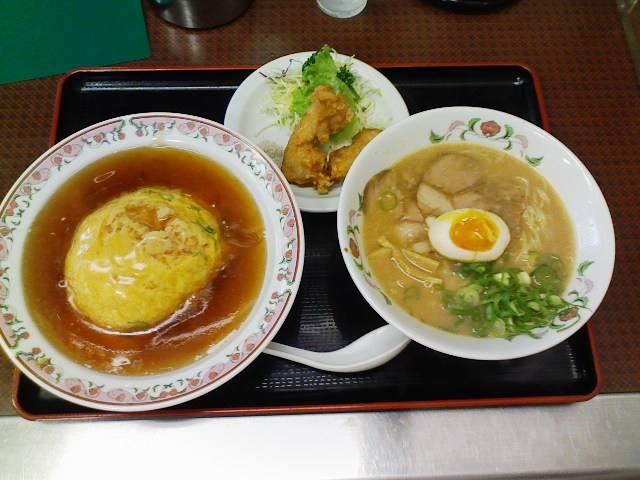